# Nanhua
Der Kreis Nanhua (南华县,  Nánhuá Xiàn) ist ein Kreis, der zum Verwaltungsgebiet des Autonomen Bezirks Chuxiong der Yi im mittleren Norden der chinesischen Provinz Yunnan gehört. Er hat eine Fläche von 2.264 km² und zählt 203.704 Einwohner (Stand: Zensus 2020). Sein Hauptort ist die Großgemeinde Longchuan (龙川镇).

## Administrative Gliederung
Auf Gemeindeebene setzt sich der Kreis aus sechs Großgemeinden und vier Gemeinden (davon eine Nationalitätengemeinde) zusammen. Diese sind:
- Großgemeinde Longchuan 龙川镇
- Großgemeinde Shaqiao 沙桥镇
- Großgemeinde Wujie 五街镇
- Großgemeinde Hongtupo 红土坡镇
- Großgemeinde Majie 马街镇
- Großgemeinde Tujie 兔街镇

- Gemeinde Yulu der Bai 雨露白族乡
- Gemeinde Yijie 一街乡
- Gemeinde Luowuzhuang 罗武庄乡
- Gemeinde Wudingshan 五顶山乡